# Santissima trinità delle Monache (Nápoly)
A Santissima Trinità delle monache egy 17. századi nápolyi templom. A kőfaragó mesterek céhe építette. Cosimo Fanzago újjáépítési munkálatainak köszönhetően nyerte el ma is látható barokk formáját.